# Kim Jae-gyu
Kim Jae-gyu (Hangul : 김재규, 9 de abril de 1924 - 24 de maio de 1980) foi um político sul-coreano, tenente-general do exército e diretor da Agência Central de Inteligência da Coreia . Ele assassinou o presidente sul-coreano Park Chung-hee — que havia sido um de seus amigos mais próximos — em 26 de outubro de 1979 e foi posteriormente executado por enforcamento em 24 de maio de 1980.
Ele continua sendo uma figura controversa com muitas contradições: ele é considerado por alguns como um patriota que acabou com a ditadura militar de 18 anos de Park e por outros como um traidor que matou seu benfeitor de longa data por ressentimento pessoal. Por muitos anos, esta última foi a visão predominante, mas revelações posteriores no início dos anos 2000 sobre o relacionamento de Kim com alguns líderes do movimento democrático levaram a uma reavaliação em alguns círculos.

## Biografia
Kim nasceu em Gumi, North Gyeongsang, Gyeongsangbuk-do, Coréia. Ele é o descendente da 27ª geração de Kim Moon-gi (김문기;金文起) que foi o ministro civil (문신;文臣), o legalista (충신;忠臣) do Rei Danjong, e o de Samjungsin (삼중신;三重臣) durante o período Joseon. Ele se formou na Universidade de Gyeongbuk em 1945 e tornou-se professor do ensino médio até que o recém-independente governo sul-coreano estabeleceu suas forças armadas e criou a Academia Militar da Coreia, então chamada de Joseon Defense Academy. Ele se formou na Joseon Defense Academy em dezembro de 1946, no mesmo ano que Park Chung-hee, e no Army College em 1952. Ele serviu como comandante de regimento em 1954 e como vice-presidente do Colégio do Exército em 1957, onde Kim Gye-won era o presidente na época. Mais tarde, Kim Gye-won tornou-se secretário-chefe presidencial do presidente Park e esteve presente na cena do assassinato. Em 1961, quando Park Chung-hee deu um golpe militar para tomar o poder, Kim não participou do golpe e era suspeito de ser um contrarrevolucionário. Ele foi detido temporariamente até ser solto por ordem de Park. Ele serviu a ditadura militar de Park desde então até seu assassinato em 1979.

## Ditadura de Park
Durante a ditadura de Park, Kim foi nomeado comandante da 6ª Divisão em 1963. Quando houve uma manifestação generalizada contra o tratado coreano-japonês em 1964, que Park perseguiu em segredo e foi amplamente considerado desvantajoso para os pescadores coreanos, a Divisão de Kim foi enviada a Seul para reprimir as manifestações estudantis. Diz-se que a forma como Kim lidou com a situação conquistou a confiança e o favor de Park. Por outro lado, também é dito que Kim se recusou a envolver o Exército na prisão de civis e deixou a tarefa para a polícia, ordenando que sua tropa se ocupasse com a limpeza de ruas e campus universitários.  Posteriormente, comandou o Sexto Distrito Militar em 1966, o Comando de Segurança do Exército em 1968 e o Terceiro Grupo de Exército em 1971. Enquanto comandava o Comando de Segurança do Exército, órgão militar cuja principal função era salvaguardar a ditadura, Park concorreu a um terceiro mandato nas eleições presidenciais de 1971. Kim persuadiu Park a prometer aos eleitores que seria seu último mandato. Ele também se opôs à formação do Hanahoe, uma organização secreta formada por Chun Doo-hwan e outros jovens oficiais que fizeram juramentos pessoais de lealdade a Park e ao próprio grupo acima de tudo, e o criticou como um exército privado. Eventualmente, Hanahoe encenou um golpe militar sob a liderança de Chun após o assassinato de Park para tomar o poder e expulsar a geração mais velha de generais militares. 
Enquanto Kim era o comandante do Terceiro Grupo de Exércitos na província de Kang-won, Park declarou emergência nacional e lei marcial, demitiu a Assembleia Nacional e proibiu todas as atividades políticas em outubro de 1972. O objetivo era ratificar a Constituição Yushin de 1972, que (a) aboliu o voto direto para a eleição presidencial e o substituiu pelo sistema de votação indireta envolvendo delegados, (b) atribuiu um terço dos assentos da Assembleia Nacional ao presidente, (c) deu o presidente a autoridade para emitir decretos de emergência e suspender a Constituição, (d) deu ao presidente a autoridade para nomear todos os juízes e demitir a Assembleia Nacional e (e) revogou um limite de mandato para a presidência. Na eleição de 1971, Park quase perdeu para o líder da oposição Kim Dae-jung, apesar de gastar dez por cento do orçamento nacional em sua campanha de reeleição. A Constituição de Yushin foi projetada para garantir sua ditadura por toda a vida. De fato, Park foi posteriormente reeleito como presidente por uma votação unânime de aproximadamente 2.000 delegados, que se tornaram delegados com a aprovação de Park. De acordo com os oficiais subordinados de Kim no Terceiro Grupo do Exército, Kim não escondeu seu descontentamento ao saber da Constituição de Yushin. 

## Constituição Yushin
Após sua prisão, Kim escreveu em caligrafia chinesa que levou sete anos para cumprir sua resolução, sugerindo que a Constituição Yushin o colocou contra Park. Em seu julgamento, ele afirmou que planejava deter Park se este visitasse a base do Terceiro Grupo de Exércitos em sua viagem anual a grupos de exército e forçasse sua renúncia. De acordo com o chefe de operações do Terceiro Grupo do Exército, Oh Soo-choon, que também era cunhado de Kim, Kim instalou cercas em torno de um pequeno prédio na base e o configurou para impedir a saída de dentro em vez da entrada de fora. 
Mais significativamente, Kim parece ter tido um relacionamento próximo com Jang Jun-ha, líder amplamente respeitado do movimento democrático como ex-oficial do Exército de Libertação, legislador da oposição e editor do jornal mensal World of Ideology . De acordo com Jang Ho-kweon, o filho mais velho de Jang e atual editor do jornal, Jang disse a ele que Kim era um soldado patriota com quem um dia trabalharia pela democracia.  Em 1979, Kim afirmou a seu advogado que sua primeira tentativa de assassinar Park foi em 14 de setembro de 1974, quando foi nomeado Ministro da Construção. Um noticiário desse evento mostra algo saindo do bolso de Kim quando ele apertou a mão de Park. De acordo com o reverendo Yi Hae-hak, que foi preso com Jang Jun-ha quando Jang foi condenado a quinze anos por criar uma campanha de petição contra a Constituição de Yushin, Jang sabia do plano de Kim para assassinar Park e ficou muito desapontado quando isso não aconteceu. acontecer, dizendo a si mesmo: "É tão bom ser um ministro?" . Depois que Jang morreu em circunstâncias suspeitas enquanto escalava uma montanha em 1975, Kim forneceu secretamente assistência financeira à família de Jang. Quando Kim mais tarde se tornou diretor da KCIA em 1976, ele disse ao filho de Jang com profundo pesar que a morte de Jang não foi acidental como anunciado oficialmente, mas que o regime estava envolvido. 
Segundo o cardeal Kim Sou-hwan, outra figura importante do movimento democrático, Kim (então vice-diretor do KCIA) vinha vê-lo sempre que havia uma crise política. Em 1975, ele pediu ao cardeal Kim que falasse com o presidente Park para propor a "terceira via", isto é, emendar de alguma forma a Constituição de Yushin de uma forma que fosse aceitável para Park. Segundo o cardeal Kim, Kim comparou o presidente Park a "um paciente doente" que inicialmente precisava de remédios fracos. Kim acreditava que o cardeal católico era a única pessoa que poderia falar francamente com Park sem repercussão e ficou desapontado quando a conversa foi essencialmente infrutífera.  A associação de Kim com duas figuras-chave do movimento democrático - Jang Jun-ha e o cardeal Kim Sou-hwan - levou alguns a reconsiderar o motivo de Kim para assassinar Park.
Como Ministro da Construção (1974–1976), Kim promoveu a entrada de construtoras coreanas na Arábia Saudita, aumentando em vinte vezes as exportações sul-coreanas para o Oriente Médio, de US$ 45 milhões em 1973 para US$ 900 milhões em 1976, tornando a Arábia Saudita o quarto país mais importante no exterior. mercado,  que ajudou a Coréia do Sul a enfrentar a crise do petróleo de 1973.

## Diretor da KCIA
Em 4 de fevereiro de 1976, Kim foi convocado por Park e nomeado diretor da Agência Central de Inteligência da Coreia (KCIA), um dos cargos mais poderosos e temidos da ditadura de Park. O KCIA foi criado em 1961 para coordenar as atividades de inteligência internacionais e domésticas, incluindo as militares, com o objetivo principal de combater o comunismo e a Coreia do Norte. Desde então, também foi usado para suprimir qualquer oposição doméstica ao regime de Park, usando seus amplos poderes para grampear, prender e deter suspeitos sem ordem judicial. O KCIA foi responsável por violações generalizadas dos direitos humanos na Coreia do Sul, envolvendo-se em tortura, assassinato político e sequestro. Também esteve fortemente envolvido em manobras políticas de bastidores para enfraquecer os partidos da oposição usando suborno, chantagem, ameaças, prisão e/ou tortura de legisladores da oposição. Mais tarde, Kim afirmou que não queria o cargo, mas pensou que isso lhe daria a melhor chance de persuadir o presidente Park e reformar o sistema Yushin.
A gestão de Kim como diretora da KCIA tem muitas contradições. Por um lado, Kim pediu a Park que suspendesse o Nono Decreto de Emergência pelo menos três vezes, que punia qualquer crítica à Constituição de Yushin com pena de prisão de pelo menos um ano, até que fosse finalmente substituído pelo Décimo Decreto de Emergência, que relaxava muitos restrições do Nono Decreto. Ele também libertou muitos ativistas e estudantes que haviam sido presos sob o Nono Decreto.  Telegramas diplomáticos dos EUA desclassificados revelaram que Kim era considerado um diretor incomum da KCIA que frequentemente falava sobre democracia e uma das figuras mais acessíveis que frequentemente levava as mensagens de Washington sobre direitos humanos a Park. 
Por outro lado, Kim foi responsável pelas atividades da KCIA que ocorreram durante seu mandato, incluindo o assassinato do ex-diretor da KCIA Kim Hyong-uk, a sabotagem política das eleições internas do Novo Partido Democrático (NDP) e a prisão violenta de mulheres. trabalhadores de uma empresa de perucas YH Trade. Quase 200 mulheres que trabalhavam para a YH Trade realizaram manifestações na sede do NDP quando 2.000 policiais invadiram a sede do NDP em 11 de agosto de 1979. No processo, uma trabalhadora caiu para a morte e 52 pessoas, incluindo 10 trabalhadores, 30 membros do NDP e 12 jornalistas ficaram feridos, alguns necessitando de hospitalização. Além disso, o vice-diretor da KCIA, Kim Jeong-Seop e Kim Gye-won, testemunharam em seu julgamento após o assassinato de Park que Kim buscou uma ação firme no caso YH, apesar da objeção de subordinados, e que Kim queria medidas mais fortes do que o Nono Decreto permitia.  No entanto, suas reivindicações não são consideradas  para ser credível, uma vez que alguns outros testemunhos são comprovadamente falsos e eles precisavam se distanciar de Kim.

## Problemas do regime de 1979
O último ano do governo de Park foi particularmente turbulento com a crescente oposição do NDP, que foi encorajado depois de vencer a eleição de 1978 por 1,1%, apesar do controle total de Park sobre a mídia, o dinheiro e todas as instituições do governo. Por causa da Constituição de Yushin, que permitia a Park nomear um terço das cadeiras da Assembleia Nacional, o Partido Republicano Democrático (DRP) de Park permaneceu no poder. Em maio de 1979, Kim Young-sam foi eleito presidente do NDP, apesar das intensas manobras de bastidores da KCIA para apoiar Yi Chul-seung, um candidato mais flexível. Sob a liderança de Kim Young-sam, o NDP adotou a política linha-dura de nunca comprometer ou cooperar com Park até a revogação da Constituição de Yushin e assumiu o confronto direto em muitas questões, especialmente no caso YH Trade mencionado anteriormente. Após uma prisão violenta, Kim Young-sam alertou que o regime assassino de Park logo entraria em colapso da maneira mais miserável. Park estava determinado a remover Kim da cena política como o preso Kim Dae-joong. Em setembro de 1979, o KCIA trabalhou nos bastidores para atrair três membros do NDP para contestar a eleição de Kim como presidência do NDP no tribunal de tecnicismo, e o tribunal obrigou ordenando a suspensão da presidência do NDP de Kim. 
A tensão política se intensificou ainda mais quando Kim Young-sam deu uma entrevista ao repórter do New York Times Henry Stokes, na qual pediu aos Estados Unidos que fizessem uma escolha entre a ditadura militar e o povo coreano e parassem de apoiar o regime de Park. Park ordenou a expulsão de Kim Young-sam da Assembleia Nacional, o que Kim Jae-gyu temia ser um caminho desastroso. Em 3 de outubro de 1979, Kim Jae-gyu conheceu Kim Young-sam, na esperança de encontrar uma maneira de evitar tal desenvolvimento. Tendo pedido a um relutante Kim Young-sam que viesse ao KCIA "pelo bem do país", Kim Jae-gyu alertou que a hostilidade de Park em relação a ele atingiu o ponto em que pode não terminar apenas com expulsão ou prisão e literalmente implorou a Kim Young -sam apenas para dizer que houve uma falha de comunicação com a entrevista. Segundo Kim Young-sam, quando ele recusou, Kim Jae-gyu apelou que traria infortúnio para o país, para Kim Young-sam e para Park. De fato, a expulsão de Kim Young-sam da Assembleia Nacional no dia seguinte levou todos os 66 legisladores do NDP a apresentar sua renúncia à Assembleia Nacional em massa e os Estados Unidos a retirar seu embaixador nos Estados Unidos em protesto. Revoltas eclodiram na cidade natal de Kim Young-sam em Busan em 16 de outubro, a segunda maior cidade da Coreia do Sul, resultando no incêndio criminoso de 30 delegacias de polícia durante vários dias. Foi a maior manifestação desde os dias do presidente Syngman Rhee e se espalhou para a vizinha Masan em 19 de outubro e outras cidades, com estudantes e cidadãos pedindo a revogação da Constituição de Yushin. Kim Jae-gyu foi a Busan para investigar a situação e descobriu que as manifestações não eram motins de alguns estudantes universitários, mas mais como uma "revolta popular unida por cidadãos comuns" para resistir ao regime. Ele alertou Park que os levantes se espalhariam para outras cinco grandes cidades, incluindo Seul. Park disse que ele mesmo daria ordem para atirar nos manifestantes se a situação piorasse. 

### Rivalidade entre Kim e Cha
A posição de Kim, já sob pressão da série de crises políticas de 1979, foi ainda mais complicada por sua rivalidade com Cha Ji-cheol, chefe do Serviço de Segurança Presidencial, bem como uma piora no relacionamento com Park. A rivalidade resultou em grande parte da crescente invasão de Cha no território da KCIA e do comportamento arrogante que menosprezava Kim Jae-gyu em público. Quase universalmente odiado e temido, Cha serviu Park nas proximidades desde 1974 e se tornou seu conselheiro favorito e de maior confiança no processo. Cha se apropriou de tanques, helicópteros e tropas do Exército para que o aparato de segurança presidencial tivesse um poder de fogo em nível de divisão sob o comando direto de Cha. Além disso, ele começou a se envolver em manobras políticas com a bênção de Park, o que resultou em confrontos frequentes com o KCIA. Na eleição do NDP para seu presidente em 1979, a KCIA apoiou Yi Chul-seung para impedir a eleição do linha-dura Kim Young-sam, mas Cha Ji-chul interferiu na sabotagem política da KCIA com suas próprias manobras de bastidores. Quando Kim Young-sam foi eleito presidente do NDP, Cha culpou a KCIA, o que enfureceu Kim. Mais tarde, Cha pressionou pela expulsão de Kim Young-sam da Assembleia Nacional,  que Kim Jae-gyu temia ser um desenvolvimento desastroso. Cha superou facilmente seu oponente, já que sua abordagem linha-dura era favorecida por Park, e ele culpou a piora do desenvolvimento na fraca liderança de Kim Jae-gyu na KCIA em todas as oportunidades. Como Cha passou a controlar a programação das reuniões e briefings de Park e, portanto, o acesso ao presidente, os briefings da KCIA, que geralmente eram os primeiros negócios da manhã, foram adiados para a tarde. Em outubro, havia amplos rumores de que Kim Jae-gyu logo seria substituído como diretor da KCIA. 

## Assassinato de Park Chung-hee
No dia do assassinato, Park e sua comitiva visitaram as cerimônias de inauguração de uma barragem em Sap-gyeo-cheon e uma estação de transmissão de TV KBS em Dang-jin. Esperava-se que Kim Jae-gyu o acompanhasse, já que a estação de TV estava sob jurisdição da KCIA, mas Cha o impediu de andar no mesmo helicóptero com o presidente Park. Kim se desculpou com raiva da viagem.
Após a viagem, Park instruiu o KCIA a se preparar para um de seus numerosos banquetes - em média, eram dez por mês, de acordo com o agente-chefe do KCIA, Park Seon-ho, um dos conspiradores - em um esconderijo do KCIA em Gungjeong-dong, Jongno-gu, Seul. Teria a presença de Park, Kim Jae-gyu, Cha, o secretário-chefe presidencial Kim Gye-won e duas jovens - a cantora em ascensão Shim Soo-bong e um estudante universitário chamado Shin Jae-soon. Quando Kim Jae-gyu foi notificado sobre o banquete, ele ligou para o chefe do Estado-Maior do Exército Coreano, Jeong Seung-hwa, 15 minutos depois, para convidá-lo para a casa segura da KCIA e combinou para que ele jantasse com o vice-diretor da KCIA, Kim Jeong-seop, em um restaurante próximo. Edifício KCIA no mesmo complexo.  Pouco antes do jantar, Kim Jae-gyu disse ao secretário-chefe da presidência, Kim Gye-won, que se livraria de Cha. Não está claro se Kim Gye-won ouviu mal ou interpretou mal Kim Jae-gyu, ou se ele ignorou suas palavras.
Durante o jantar, questões políticas voláteis, incluindo manifestações em Busan e o líder da oposição Kim Young-sam, foram discutidas com Park, com o chefe Cha adotando uma linha dura e Kim Jae-gyu pedindo medidas moderadas, enquanto o secretário-chefe presidencial Kim tentava orientar o tópico de discussão para conversa fiada. Park repreendeu Kim Jae-gyu por não ser repressivo o suficiente ao lidar com os manifestantes e Kim Young-sam, que Park disse que deveria ser preso. Cada vez que a discussão mudava para outros assuntos, Cha continuava a mencionar a incapacidade do KCIA de acabar com a crise e sugeria que manifestantes e legisladores da oposição deveriam ser "ceifados com tanques". As repreensões de Park e especialmente de Cha irritaram Kim Jae-gyu. Kim Jae-gyu deixou a sala de jantar para se reunir com seus subordinados mais próximos - o ex-coronel da Marinha e agente chefe da KCIA Park Seon-ho e o coronel do Exército e secretário de Kim Jae-gyu, Park Heung-ju (sem parentesco) - e disse a eles: " O chefe de gabinete e o vice-diretor também estão aqui. Hoje é o dia." Quando questionado se Park foi incluído como alvo, Kim Jae-gyu disse que sim.  Kim Jae-gyu entrou novamente na sala com uma pistola semiautomática Walther PPK, atirou em Cha no braço e depois em Park no lado esquerdo do peito. Ele tentou atirar novamente em Cha, mas a arma emperrou. Cha fugiu para um banheiro adjacente à sala de jantar. Kim Jae-gyu voltou com a arma de seu subordinado e atirou novamente em Cha, desta vez no abdômen, e Park na cabeça, mesmo ele já estando morto. Ao ouvir os tiros iniciais, Park Seon-ho manteve dois guarda-costas na sala de espera sob a mira de uma arma e ordenou que levantassem as mãos na esperança de evitar mais derramamento de sangue, principalmente por ser amigo de um dos guarda-costas. Quando o outro guarda-costas tentou pegar uma arma, Park atirou fatalmente em ambos. Ao mesmo tempo, o coronel Park Heung-ju e dois outros agentes da KCIA invadiram a cozinha e mataram os guarda-costas restantes. No final, Park, Cha, três guarda-costas presidenciais e um motorista presidencial morreram. 

### Consequências
Depois de matar Park, Kim Jae-gyu pediu ao secretário-chefe presidencial Kim para proteger a casa segura e correu para o prédio próximo da KCIA, onde o chefe do Estado-Maior do Exército, Jeong Seung-hwa, estava esperando. Jeong ouviu os tiroteios e estava discutindo-os com o vice-diretor da KCIA, Kim Jeong-seop, quando Kim Jae-gyu entrou sem fôlego para dizer a eles que uma situação de emergência havia ocorrido. No carro, Kim Jae-gyu avisou a Jeong que Park havia morrido, mas sem explicar como. Kim Jae-gyu esperava que Jeong e o secretário-chefe da presidência, Kim, o apoiassem no golpe, já que ambos foram nomeados para seus cargos por recomendação dele, e o secretário-chefe da presidência, Kim, era especialmente próximo dele. O carro inicialmente foi para o quartel-general da KCIA no distrito de Namsan, mas acabou indo para o quartel-general do Exército no distrito de Yongsan, uma vez que o Exército teria que se envolver na declaração da lei marcial de emergência. Muitos historiadores acreditam que Kim Jae-gyu cometeu um erro crítico ao não ir à sede da KCIA, onde estaria no controle. No entanto, seu fracasso em obter o apoio de Jeong selou o destino dos conspiradores.

Kim Jae-gyu em julgamento

Enquanto isso, o secretário-chefe presidencial Kim levou o corpo de Park para o hospital do Exército e ordenou aos médicos que o salvassem a todo custo (sem revelar a identidade de Park), e foi ao primeiro-ministro Choi Kyu-hah para revelar o que aconteceu naquela noite. Quando o chefe de gabinete Jeong soube do ocorrido pelo secretário-chefe presidencial Kim, ele ordenou que o major-general Chun Doo-hwan, comandante do Comando de Segurança prendesse Kim Jae-gyu e investigasse o incidente. Kim Jae-gyu foi preso depois de ser atraído para uma área isolada fora do QG do Exército sob o pretexto de se encontrar com o Chefe do Estado-Maior do Exército. Eventualmente, todos os envolvidos no assassinato foram presos, torturados e posteriormente executados.  O próprio Kim foi enforcado em 24 de maio. No processo, Chun Doo-hwan emergiu como uma nova força política ao investigar e subordinar o KCIA sob seu Comando de Segurança e, posteriormente, prender Jeong Seung-hwa, que se tornou o principal administrador da lei marcial e secretário-chefe Kim sob suspeita de conspirar com o diretor Kim, quando Chun Doo-hwan tomou o poder no golpe de Estado de 12 de dezembro de 1979. 
Kim está enterrado em um cemitério de encosta em Neungpyeong-dong, Gwangju, Gyeonggi. 
Em 26 de maio de 2020, a família de Kim entrou com um pedido de novo julgamento no Tribunal Superior de Seul, buscando um novo julgamento para Kim, com base no fato de que a investigação e o julgamento originais eram ilegais e que Kim havia sido torturado. 